# Bernd-Thomas Ramb
Bernd-Thomas Ramb (* 6. November 1947 in Kassel) ist ein deutscher Ökonom, ehemaliger Politiker (BFB) und Autor für Medien der Neuen Rechten. Er ist außerplanmäßiger Professor für Volkswirtschaftslehre an der Universität Siegen und war Mitgründer der Partei Bund freier Bürger – Offensive für Deutschland.

## Leben und akademischer Werdegang
Bernd-Thomas Ramb wurde als Sohn des Zahnarztes Pius Ramb und dessen Ehefrau Irmgard Ramb (geb. Knauf) in Kassel geboren, wo er die Volksschule Unterneustadt sowie das Humanistische Friedrichsgymnasium besuchte. Nach dem Abitur 1966 studierte er Mathematik, Physik und Betriebswirtschaftslehre an der Justus-Liebig-Universität Gießen und an der Philipps-Universität Marburg. Ab 1970 war er Werkstudent (zuletzt freier Mitarbeiter) und Ausbildung zum Programmierer und Systemanalytiker bei der Firma IBM-Deutschland in der Geschäftsstelle in Kassel und in der Abteilung Anwendungsentwicklung in Stuttgart. Neben dem Studium berufliche Tätigkeit als selbständiger Programmierer und Systemanalytiker.
1973 erreichte er das Diplom in Mathematik an der Philipps-Universität Marburg und wurde Wissenschaftlicher Assistent bei Artur Woll am Fachbereich Wirtschaftswissenschaften, an der Universität-Gesamthochschule-Siegen. Zusätzlich erhielt er den Lehrauftrag am Fachbereich Wirtschaft an der Fachhochschule Gießen für Statistik und Operations Research.
1976 promovierte er zum Doktor der Wirtschaftswissenschaft (Dr. rer. pol.) an der Universität Siegen. Im selben Jahr wurde er Pressereferent der Universität und von 1984 bis 1989 Professor für Volkswirtschaftslehre und ab 1991 außerplanmäßig. Seine Forschungsschwerpunkte sind: Allgemeine Wirtschaftspolitik, Geldtheorie und Geldpolitik, Europäische Politik.
Von 1986 bis 1988 wirkte er im DFG-Forschungsschwerpunkt „Monetäre Makroökonomie“ mit und hatte von 1989 bis 1993 Lehrstuhlvertretungen und Gastprofessuren an der Ruhr-Universität Bochum, an der Universität des Landes Hessen, Gesamthochschule Kassel, und an der Johannes Gutenberg-Universität Mainz inne. Von 1990 bis 1992 erhielt er zusätzliche Lehraufträge an der Hochschule für Verkehrswesen „Friedrich List“ in Dresden, an der Heinrich-Heine-Universität Düsseldorf, an der Universität Leipzig, an der Technischen Hochschule Merseburg und an der Technischen Hochschule Zittau.
Seit 1993 ist er selbständiger Unternehmens- und Vermögensberater in Linden bei Gießen. Ramb ist Aufsichtsratsvorsitzender der Gesellschaft für Wirtschaftssysteme GWS AG, Kassel.

## Politisches und gesellschaftliches Wirken
1994 gründete Ramb zusammen mit anderen Ökonomen die rechtspopulistische Partei Bund freier Bürger und war deren stellvertretender Bundesvorsitzender und Landeschef in Hessen. Er gehörte der Kleinpartei bis 1999 an. Von 1996 bis 2013 war er Wirtschaftsredakteur der neurechten Wochenzeitung Junge Freiheit.
Ramb war zudem Autor im mit der Neuen Rechte verwobenen libertären Magazin eigentümlich frei, sowie im Deutschland-Magazin des Vereins Die Deutschen Konservativen, in der Konservativen Deutschen Zeitung und gab dem neurechten Magazin Sezession ein Interview.

## Monografien
- Vor der nächsten Währungs-„Reform“, Dossier zur deutschen Staatsverschuldung. Herausgeber: Die Deutschen Konservativen, Hamburg 2005.
- mit Manfred Tietzel (Hrsg.): Die ökonomische Logik des menschlichen Verhaltens. Vahlen, München 1993.
- mit Bruno Bandulet, Wilhelm Hankel, Karl Albrecht Schachtschneider und Udo Ulfkotte: Gebt uns unsere D-Mark zurück! Fünf Experten beantworten die wichtigsten Fragen zum kommenden Staatsbankrott. Kopp, Düsseldorf 2012.
- als Hrsg.: Krise der Ökonomie. Accedo, München 1989.
- mit Dieter Cassel und H. Jörg Thieme (Hrsg.): Ordnungspolitik. Vahlen, München 1988.
- Grundlagen der Wirtschaftspolitik. Oldenbourg, München-Wien 1987.
- Zeitentwicklungsanalyse. Eine ökonometrische Methode für die Unters. der zeitlichen Entwicklung makroökonomischer Zusammenhänge mit einem Anwendungsbeispiel für die Grössen ‚Konsum, Einkommen und Preisniveau‘. Duncker & Humblot, Berlin 1977.
- mit Artur Woll und Bernd Faulwasser: Beschäftigung, Geld und Preisniveaustabilität. Empirische Untersuchungen zum Inflationsproblem. Westdeutscher Verlag, Opladen 1977.